# Kintu
Pour les articles homonymes, voir Kintu (homonymie).
Kintu est une figure mythologique de l'Afrique de l'Est, en particulier dans les traditions des Bagandas de l'actuel Ouganda. Dans la tradition baganda, Kintu est le premier homme sur terre et le père de l'humanité. Dans le royaume de Busoga, Kintu apparaît aussi en tant que héros civilisateur du sud du royaume, tandis que Mukama joue un rôle équivalent au nord.
Kintu, descendu du ciel, y apporte de nombreux éléments de la civilisation (des plantes comme le bananier de l'igname, mais aussi le bétail, le fer, les tissus d'écorce, et des éléments de culture religieuse). Sa femme, Nambi, est retardée au ciel car elle y a oublié le millet ; ce retard provoque la colère du frère de Nambi, Walumbe, qui maudit Kintu et apporte sur terre la mort, ce qui explique que les humains soient mortels. Par la suite, Kintu se distingue par la victoire qu'il remporte sur le serpent Bemba, qui régnait sur la terre avant l'arrivée de Kintu. Kintu est aidé par une tortue qui fait croire au serpent qu'il est possible d'accéder à l'immortalité en se coupant la tête, et lui en fournit une fausse preuve en rentrant elle-même la tête dans sa carapace ; mais Bemba, bien entendu, meurt aussitôt une fois décapité.
Dans la geste de Wamara, qui fait partie de la légende des Bacwezi de l'empire du Kitara, apparaît un personnage du nom de Kintu qui est un souverain des enfers. Dans un des derniers épisode de sa geste, Wamara est reçu par Kintu dans son royaume souterrain, mais il s'attire son hostilité en oubliant de lui rendre hommage ; Kintu envoie alors Rufu, la mort, pour décimer les troupeaux de vaches des Cwezi,.